# 21 (album Voo Voo)
21 – album zespołu Voo Voo to kontynuacja „jubileuszowej” płyty XX Cz.1, której premiera miała miejsce 17 marca 2006. Początkowo miał nosić tytuł XX cz. 2. Jednak ponieważ premiera płyty opóźniała się, a fanklub Wannolot wydał w międzyczasie własną płytę zespołu, zatytułowaną XX ½, nazwa płyty ostatecznie została zmieniona na 21, co lepiej oddawało chronologię wydawnictw, jak i kolejny rok działalności.

## Tło powstania
W zamierzeniu zespołu album 21 miał być dopełnieniem rocznicowej płyty XX Cz.1, zawierającej wyłącznie utwory premierowe, prezentując największe przeboje Voo Voo w orkiestrowych wykonaniach (czego przedsmakiem były koncerty bożonarodzeniowe i wielkanocne WOŚP oraz współpraca z Młodzieżową Orkiestrą Wyszehradzką). Ostatecznie oprócz utworów znanych, nagranych w nowych opracowaniach i aranżacjach, płyta zawiera również dwie nowe kompozycje: „Moje miejsce na ziemi” oraz „Bang, Bang”.
Doboru utworów na płytę częściowo dokonano dzięki propozycjom wysuniętym przez internautów z fanklubu Wannolot i oficjalnego forum zespołu.
Nagrania zrealizowano w Media Studio oraz w studio Polskiego Radia Katowice a wydaniu płyty towarzyszyła seria koncertów promocyjnych z udziałem Orkiestry Aukso.

... płyta dwudziestka była nagrana z dwudziestoma zupełnie premierowymi utworami, natomiast taką prawdziwą płytą, która nie tyle coś podsumowuje ale stanowi pewne rozwinięcie rzeczy, które nam się..., które kiedyś popełniliśmy począwszy od muzyki filmowej przez różne piosenki, ale które na przykład z biedy nagrywaliśmy z towarzyszeniem syntezatorów czy różnych substytutów, które musiały zastąpić duże orkiestry – to tym razem udało nam się stworzyć takie jakby spójne dzieło. To znaczy nie chodzi o to, że chcieliśmy pokazać to, co jest takim częstym kompleksem bigbitowców, że umieją pracować z dużą orkiestrą, bo z dużą orkiestrą pracowaliśmy wielokrotnie, natomiast chodziło o to, żeby wspólnie z orkiestrą stworzyć nową jakość...

## Moje miejsce na ziemi
To utwór zespołu Voo Voo, który ukazał się na płycie 21 (we wspólnym wykonaniu z Orkiestrą Aukso). Wstępem do utworu jest hymn Janowca skomponowany specjalnie przez Mateusza Pospieszalskiego i jako hymn pojawił się dwukrotnie na płycie Koncert w Janowcu.
Kompozytorem utworu jest Mateusz Pospieszalski a autorem słów Wojciech Waglewski. Inicjatorem jego powstania jest Mirosław Olszówka.

## Lista utworów
| 1.  | „Jesteś fajna kobieta”                             | 2:47    |
|     |                                                    |         |
| 2.  | „Łobi-jabi”                                        | 5:11    |
|     |                                                    |         |
| 3.  | „Sfora zmor”                                       | 4:12    |
|     |                                                    |         |
| 4.  | „Człowiek wózków”                                  | 5:34    |
|     |                                                    |         |
| 5.  | „Zbiera mi się”                                    | 4:52    |
|     |                                                    |         |
| 6.  | „Odpływ”                                           | 5:48    |
|     |                                                    |         |
| 7.  | „Moje miejsce na ziemi”                            | 4:44    |
|     |                                                    |         |
| 8.  | „Papierosy i gin”                                  | 4:49    |
|     |                                                    |         |
| 9.  | „Turczyński”                                       | 3:51    |
|     |                                                    |         |
| 10. | „F-1”                                              | 2:33    |
|     |                                                    |         |
| 11. | „Nabroiło się”                                     | 6:07    |
|     |                                                    |         |
| 12. | „Nim stanie się tak, jak gdyby nigdy nic nie było” | 3:42    |
|     |                                                    |         |
| 13. | „Flota zjednoczonych sił”                          | 4:51    |
|     |                                                    |         |
| 14. | „Bang, Bang”                                       | 2:06    |
|     |                                                    |         |
| 15. | „Jesteś fajna kobieta” (II wersja)                 | 2:31    |
|     |                                                    |         |
|     |                                                    | 1:03:38 |
|     |                                                    |         |

## Dodatki
| 1. | Teledysk – „Zbiera mi się” | 3:36  |
|    |                            |       |
| 2. | Teledysk – „Bang, Bang”    | 2:02  |
|    |                            |       |
|    |                            | 05:38 |
|    |                            |       |

## Single

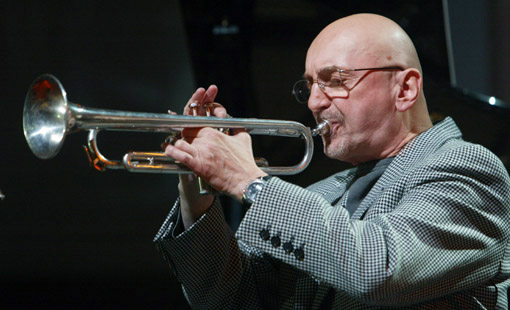
Tomasz Stańko

- „Kieszenie pełne słońca”
- „Bang, Bang”
- „Zbiera mi się”
- „F-1”

## Muzycy
Voo Voo:
- Wojciech Waglewski – muzyka w utworach 1, 3-6, 8-15 oraz słowa w utworach 3-14
- Mateusz Pospieszalski – muzyka w utworach 2 i 7 oraz aranżacje w utworach 1-3, 7, 9-15
- Karim Martusewicz – aranżacje w utworach 4-6, 8
- Piotr Żyżelewicz

Gościnnie:
- Małgorzata Walewska
- Tomasz Stańko
- AUKSO Orkiestra Kameralna Miasta Tychy
  - skrzypce:
    - Marta Huget-Skiba
    - Mirosław Nowosad
    - Monika Mikulla
    - Piotr Steczek
    - Liliana Świderska
    - Bartłomiej Bunio
    - Marcin Sidor
    - Natalia Walawska
    - Władysław Kołodziejczyk

  - altówki:
    - Marta Tużnik
    - Jarosław Samson
    - Anna Grzybała
    - Ewa Sidor

  - wiolonczele:
    - Krzysztof Krawczyk
    - Michał Bańczyk
    - Łukasz Tudzierz

  - kontrabas:
    - Barbara Oruba

  - instrumenty dęte:
    - Łukasz Zimnik
    - Aleksander Tesarczyk
    - Adam Stachula
    - Krzysztof Fiedukiewicz
    - Mariusz Ziętek
    - Michał Warzecha
    - Marek Łukaszczyk

## Inne informacje
- Piotr „Dziki” Chancewicz – realizacja nagrań, mix
- Przemek Nowak – realizacja nagrań, mix, edycja komputerowa
- Sławek Gładyszewski – realizacja nagrań
- Leszek Kamiński – mastering
- Dagmara Gregorowicz – fotografie
- Tomasz Sikora – fotografie
- Jarosław Koziara – projekt graficzny

## Pozycje na listach
| Lista | Kraj   | Pozycja |
| ----- | ------ | ------- |
| OLiS  | Polska | 18      |